# Orfelia albovittata
Orfelia albovittata är en tvåvingeart som först beskrevs av Tonnoir 1927.  Orfelia albovittata ingår i släktet Orfelia och familjen platthornsmyggor. Inga underarter finns listade i Catalogue of Life.